# Oberharzer Erzgänge

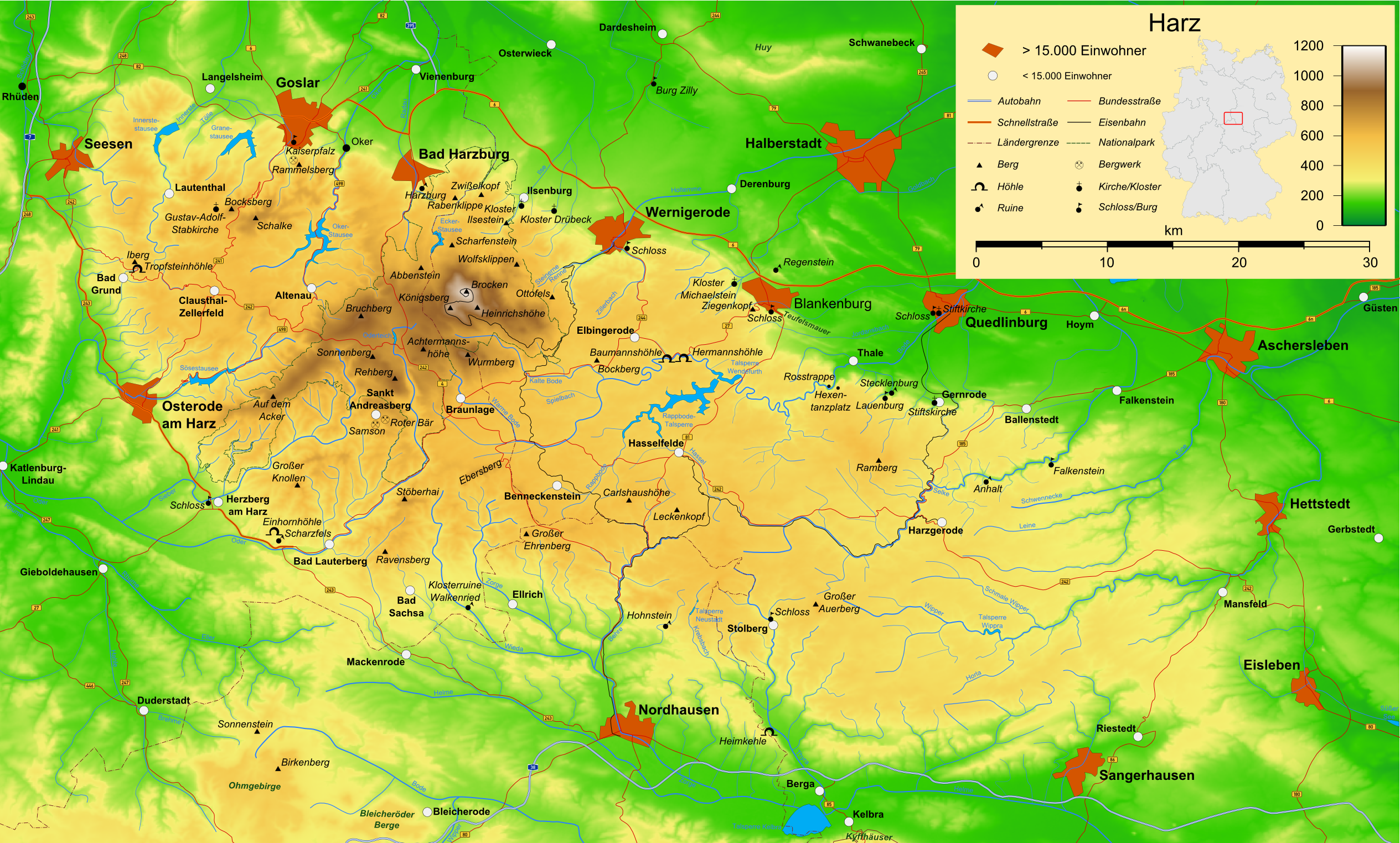
Übersichtskarte des Harzes

Unter den Oberharzer Erzgängen versteht man ein System oder Netz von mehreren, annähernd parallel verlaufenden und zum größten Teil erzführenden, Gangstörungen im nordwestlichen Oberharz. Das Verbreitungsgebiet erstreckt sich von Norden nach Süden von der nördlichen Harzrand-Aufschiebung bis zu einer verlängerten Linie zwischen Lerbach und Riefensbeek-Kamschlacken. Im Westen wird es durch die westliche Harzrandstörung bei Seesen, im Osten durch den Brockengranit östlich von Altenau begrenzt. Diese Erzgänge werden zum einen durch ihre gleichartige Struktur, namentlich Streichen, Einfallen und Paragenese charakterisiert und sind daher zu den Erzgängen im Mittelharzer Verbreitungsgebiet (St. Andreasberg-Bad Lauterberger-Revier) abzugrenzen.
Die Oberharzer Erzgänge waren vom frühen Mittelalter mit einer Unterbrechung im Spätmittelalter und vom Beginn der Neuzeit bis zum Ende des 20. Jahrhunderts Gegenstand eines intensiven Bergbaus auf Blei, Zink, Silber und Kupfer.

## Entstehung der Oberharzer Erzgänge
Der heutige Harz entstand im Wesentlichen durch sandige und tonige, seltener kalkige Ablagerungen im Devon bis Pennsylvanium, wie auch das Rheinische Schiefergebirge.
Dabei bildete sich eine Wechselfolge von Tonschiefern und Grauwacken von mehr als 1000 Metern Mächtigkeit. Im Pennsylvanium wurden diese Schichten durch tektonische Prozesse gefaltet. Die Antiklinalen und Synklinalen dieser Clausthaler Kulmfaltenzone wurden dabei in einem typischen Nordost-Südwest-Verlauf ausgerichtet, welches als „variszisches Streichen“ bezeichnet wird. In der nachfolgenden jüngeren Erdgeschichte kam es zu einer sogenannten Dehnungstektonik, in deren Folge sich der Harz als Grabenbruchstruktur von Norden nach Süden absenkte. Dabei bildeten sich die Gangstörungen als Versetzungsflächen der gegeneinander verschobenen Hangendschollen heraus. Infolgedessen grenzen die Gangspalten von Norden nach Süden an jeweils jüngere Schichten, im nördlichen Oberharz stehen die ältesten Gesteine des Famennium und Frasnium als sogenannter „Oberharzer Devonsattel“ an. Die weniger als einen Meter bis zu mehrere hundert Meter mächtigen Störungen verlaufen typischerweise bogenförmig in einer westnordwest-ostsüdöstlichen Richtung, welche als hercynisches Streichen bekannt ist. Sie gehören daher nach der historischen Einteilung des Erzbergbaus zu den Spatgängen. Das Einfallen von Süden nach Norden beträgt zwischen 90 und 70 gon (Tonnlägige bis Steile Gänge).
Ursprünglich waren die Oberharzer Erzgänge zum Teil mit völlig zerriebenem Nebengestein aufgefüllte Hohlräume. In einem mehrphasigen Prozess kamen heiße (250–300 °C), metallhaltige Lösungen (sogenannte Hydrothermen) aus tiefliegenden Gesteinsschichten mit oberflächennahen, schwefelhaltigen Lösungen in Kontakt. Dabei kam es in den Gangspalten nacheinander zur Ausfällung von Metallsulfiden wie Galenit und Sphalerit, die die Erzfüllung bildeten. Die Hauptphase der Erzentstehung liegt etwa 180 Millionen Jahre zurück. Neben den Erzmineralen schieden sich auch die Gangarten wie Quarz, Calcit, Baryt und Eisenminerale ab.

### Phasen der Mineralisation
- Vorphase I: Beginn vermutlich im Rotliegend, Ausscheidung von Siderit, Hämatit, Dolomit, sowie etwas Chalkopyrit und Pyrit. Verquarzung.
- Hauptphase II: Etwa vom Toarcium bis zum Aptium, Vergrößerung des Gangvolumens, Ausscheidung von Bleiglanz, Zinkblende und Kupferkies in bis zu mehreren Metern Mächtigkeit, sowie punktuell von Fahlerz.
- Hauptphase III: Zeitliche Einordnung bisher nicht gesichert, erneutes Öffnen der Gangspalten, Ausbildung massiver, schwachvererzter (Pyrit, Fahlerz) Quarz-, Kalkspat- und Schwerspatfüllungen.
- Nachphase IV: Rekristallisationsvorgänge, Bildung der Sekundärmineralisation.

### Paragenese der Oberharzer Erzgänge

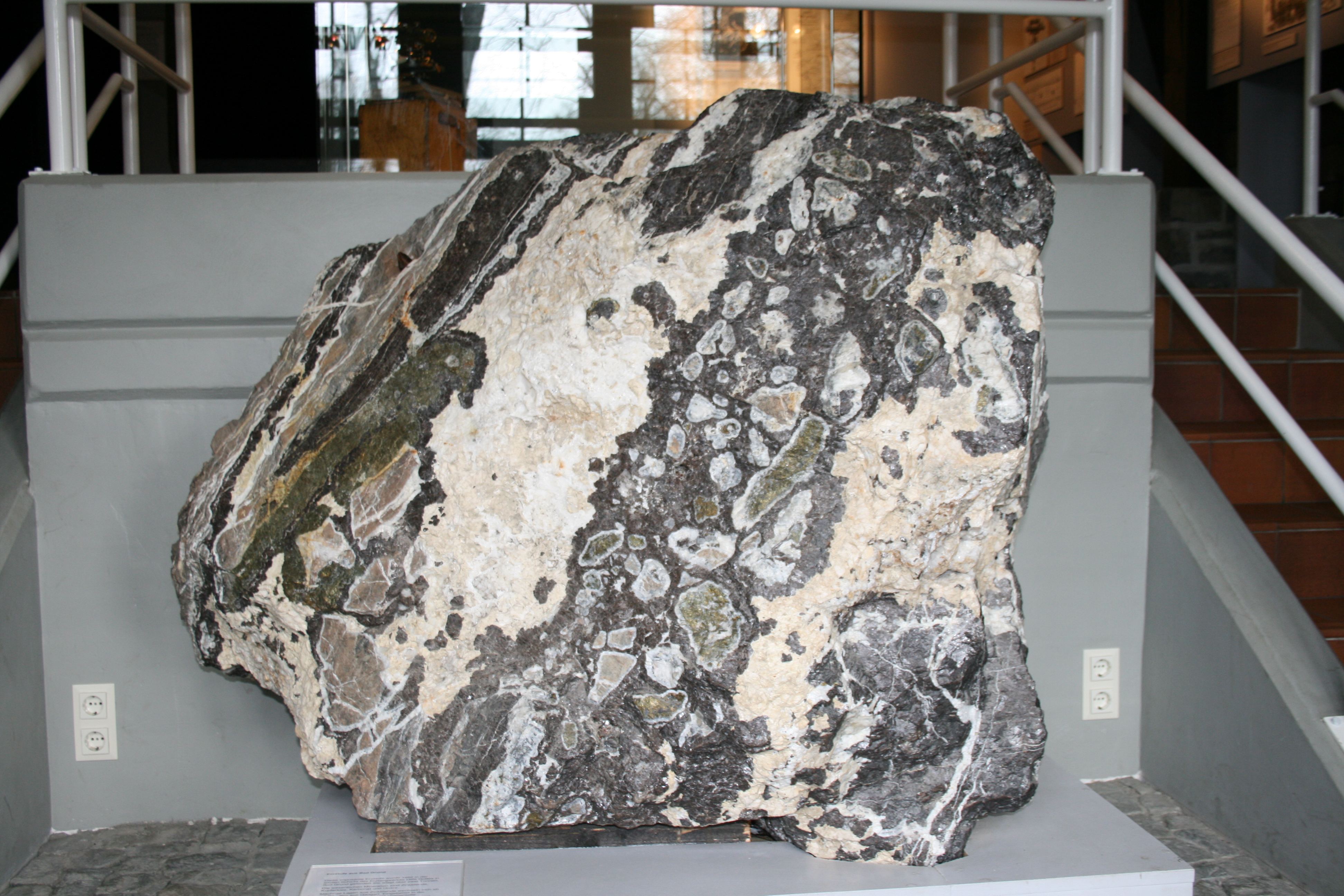
Erzbrocken vom Silbernaaler Gangzug mit Kokardenerz

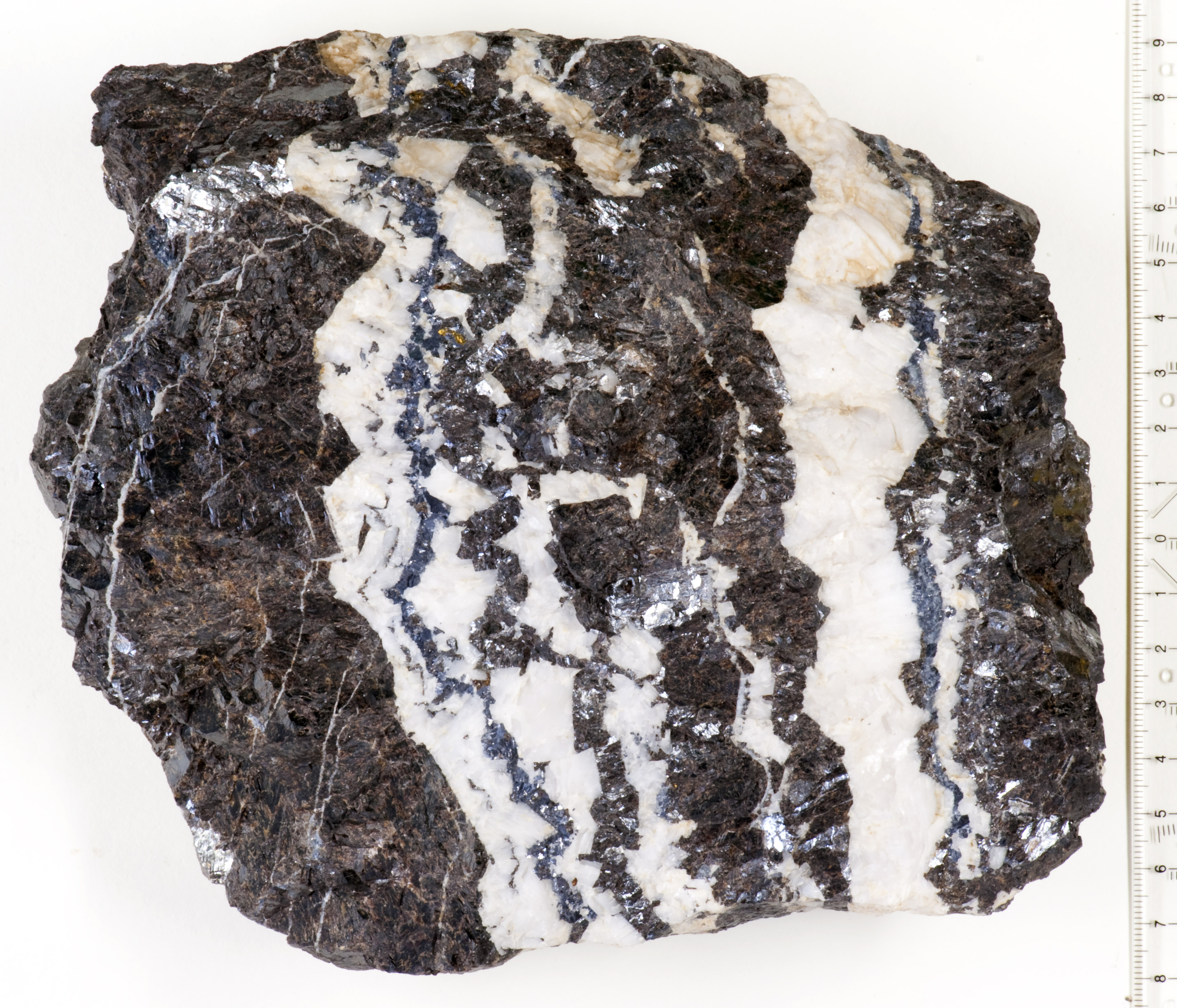
Banderz aus Grund mit Zinkblende (braun) and Bleiglanz (dunkelgrau) als Erzminerale und Kalzit (weiß) als Gangartmineral

Bislang sind alle Versuche gescheitert, Gesetzmäßigkeiten für die Ausfüllung der Oberharzer Erzgänge abzuleiten. Dieses bewahrheitete sich insbesondere in der Phase intensiver Prospektion in den 1920er Jahren, als die meisten bekannten Lagerstätten zur Neige gingen. Entscheidend für die Ablagerung von Erzen war das Vorhandensein offenen Gangvolumens auf einer Gangstörung zu einem bestimmten Zeitpunkt und das jeweilige Angebot hydrothermaler Minerallösungen.
Die Ausfüllung der Erzgänge unterscheidet sich nach folgenden Gesichtspunkten:
- Übergeordnete Verteilung der Minerale von lokalen Nestern, über langgezogene Trümer und Linsen bis zu massigen Erzfällen mit großer Mächtigkeit.
- Form der Erzminerale hinsichtlich kristalliner Ausbildung und Grad der Verwachsungen mit bzw. Imprägnationen der Gangarten und Nebengesteintrümmer und -geröllen. Diese wurden nach ihrem Aussehen in „Massiv-“, „Bänder-“, „Ringel-“, „Kokarden-“ oder „Breccienerze“ unterschieden.
- Erzminerale: Als wichtigste Galenit, Sphalerit, Chalkopyrit, Pyrit, Fahlerz, Siderit und Hämatit. Durch Umwandlung entstanden viele Sekundärminerale, z. B. Limonit, gediegenes Silber, Malachit und Azurit. Es sind hunderte von sehr seltenen Erzmineralen entdeckt worden.
- Gangarten: Quarz, Kalkspat, Dolomit, Schwerspat, sowie Nebengesteintrümmer z. B. Grauwacke.

Die Paragenese weicht auf den bislang untersuchten Oberharzer Erzgängen stark voneinander ab, das gilt auch für die lokale Verteilung der Erze. Während zum Beispiel auf den Erzmitteln des Burgstätter und des Silbernaaler Gangzuges der silberreiche Bleiglanz zur Teufe hin abnahm und die Verbreitung von Zinkblende zunahm, bis sie schließlich dominierte, so fand sich auf dem Lautenthaler Gangzug die Zinkblende bereits bis über Tage anstehend. Auch die Lage und Verteilung der Erzmittel über den Verlauf der Gangstörung ist offensichtlich unregelmäßig und nicht zwangsläufig an Scharungszonen gebunden. Auf bestimmten Gangzügen fehlen Anhäufungen von Erzen gänzlich und sie sind, soweit vorhanden, weitestgehend dispers verteilt.

## Systematik und Beschreibung der Oberharzer Erzgänge

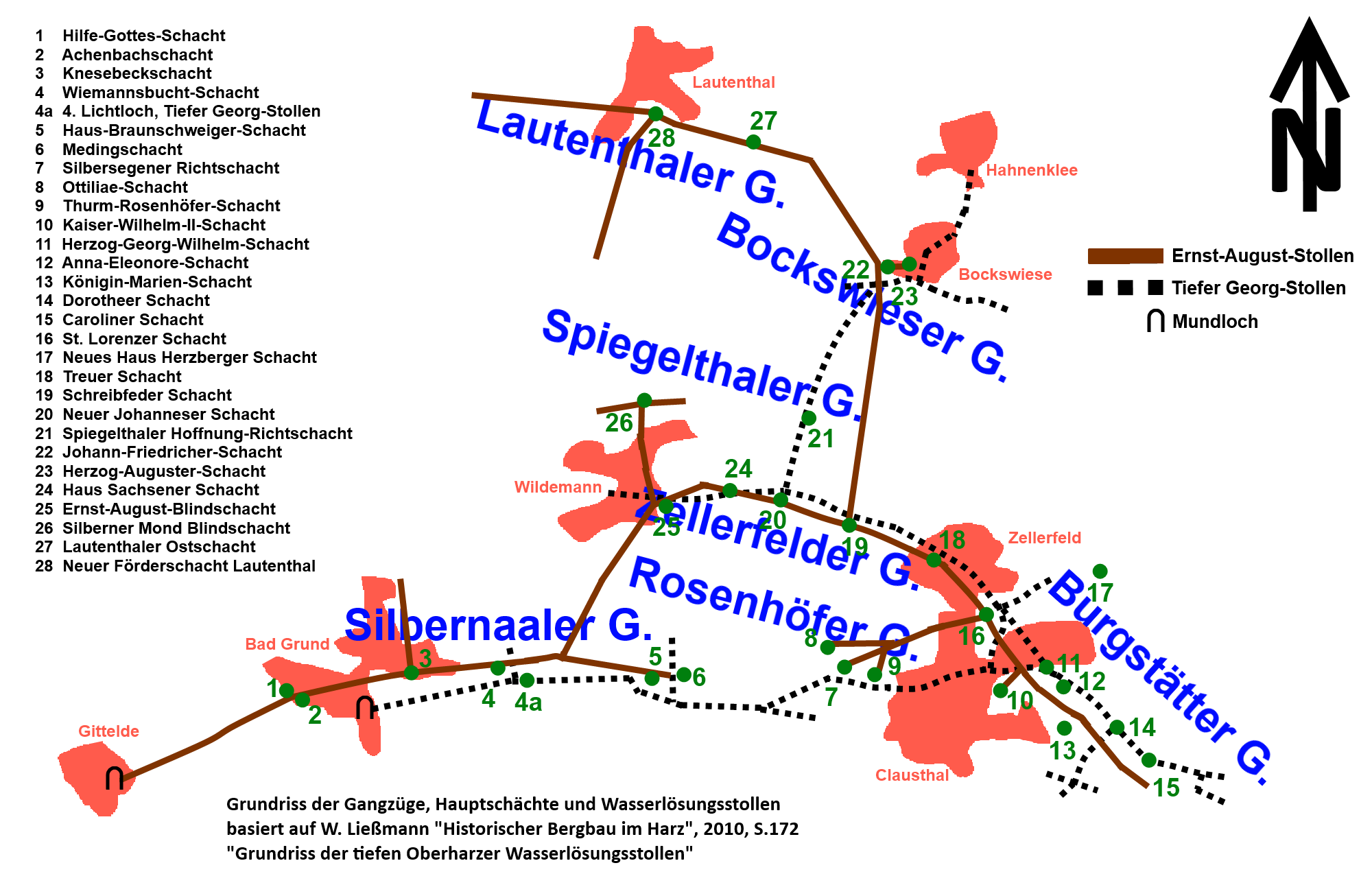
Lage der wichtigsten Gangzüge und Bergwerke in der Umgebung von Clausthal-Zellerfeld

Seit der Entstehung der wissenschaftlichen Lagerstättenforschung im 19. Jahrhundert hat sich die Systematisierung der Oberharzer Erzgänge zu sogenannten Gangzügen durchgesetzt. Dabei ist der Begriff Gangzug vor allem im Oberharz gebräuchlich und entstand weniger aus der Geologie, sondern vielmehr aus den frühneuzeitlichen „Grubenzügen“ oder kurz „Zügen“. Dieses bezeichnete lokale Reviere, wobei die perlschnurartig hintereinander liegenden Bergwerke freilich auf den gleichen Erzgang oder benachbarten Nebengängen bauten. Die Grubenzüge hatten zunächst zum Teil auch Namen, die sich von den dort vorhandenen Bergwerken ableiteten, z. B. „Himmlisch-Heerer Zug“, der später in Spiegeltaler Gangzug umbenannt wurde. Züge sind auch in anderen Bergbaurevieren bekannt, z. B. Eisenzecher Zug im Siegerland oder der Emser Zug bei Bad Ems.
Die Gangzüge fassen einen Hauptgang mit den in der Nähe parallel verlaufenden Nebengängen zusammen. Die Nebengänge können sowohl im Liegenden als auch im Hangenden des Hauptganges verlaufen, von diesem abzweigen (Aufblätterungszone) oder sich wieder mit diesem vereinen, sowie kreuzen („scharen“). Zum Teil vereinen sich auch Gangzüge zu einem neuen Gangzug oder zweigen voneinander ab bzw. gabeln sich. Auch Nebengänge können mehrere Gangzüge berühren. Die Gangzüge werden von störungsfreien Bereichen im Liegenden und Hangenden voneinander getrennt.
Von Norden nach Süden sind im Oberharz nach Stoppel folgende Gangsysteme bekannt:
- Todberger Gangzug
- Beste-Hoffnung-Gang
- Heimberg-Dröhneberger Gangzug
- Burghagener Gangzug
- Weiße Hirscher Gangzug
- Schleifsteintaler Gangzug
- Gegentaler Gangzug
- Gemkenthaler Gangzug
- Taternberger und Steigertaler Gangzug
- Lautenthaler Gangzug
- Hahnenkleer Gangzug
- Bockswieser Gangzug
- Spiegeltaler Gangzug
- Haus Herzberger Gangzug
- Zellerfelder Gangzug
- Schultaler Gangzug
- Schatzkammer Gang
- Burgstätter Gangzug
- Rosenhöfer Gangzug
- Silbernaaler Gangzug
- Laubhütter Gangzug